# Conus puncturatus
Conus puncturatus é uma espécie de gastrópode do gênero Conus, pertencente a família Conidae.